# سیستر راما
سیستر راما (انگلیسی: Sister Roma؛ زاده ۲۲ دسامبر ۱۹۶۲) یک نویسنده و فعال حقوق همجنس‌گرایان است.